# David Kimchi
David ben Josef Kimchi (auch David Qimchi) (hebräisch ר׳ דָּוִד קִמְחִי), auch unter dem Akronym Radak (Rabbi David Kimchi) bekannt (geboren 1160 in Narbonne; gestorben 1235 ebenda), war ein jüdischer Grammatiker und Exeget.
Er war der Sohn von Rabbiner Joseph Kimchi, studierte bei seinem Bruder Moses Kimchi und nahm in seiner Heimatstadt Narbonne an öffentlichen Angelegenheiten teil. Zwischen 1205 und 1218 war er an einer Verurteilung verschiedener Personen aus Barcelona beteiligt, welche das Andenken von Raschi entehrten. Während des Maimonidesstreits unternahm er 1232 eine Reise nach Toledo, um die Unterstützung der Anhänger von Jehuda ibn Al-Fakar für Maimonides zu gewinnen. Wegen Ausbruchs einer Krankheit konnte er sein Ziel nicht erreichen, doch seine Verteidigung von Maimonides und seinen Anhängern sowie die Kritik von Ibn Al-Fakar gegenüber Kimchi sind in der Korrespondenz zwischen den beiden erhalten geblieben. 
Sein erstes Werk war eine philologische Abhandlung über die hebräische Sprache namens Michlol („Gesamtheit, Ganzheit“), unterteilt in einen grammatischen Teil, der 1532 in Konstantinopel erschien, und ein Lexikon, das um 1470 als Sefer ha-Schoraschim („Buch der Wurzeln“) veröffentlicht wurde. Sein wichtigster Beitrag zur hebräischen Grammatik liegt in der Darstellung des Materials und der Popularisierung der Erneuerungen seines Vaters und seines Bruders. Der Michlol wurde von vielen Gelehrten als unkonventionell kritisiert, fand jedoch auch Unterstützung, darunter in den Schriften von Elijah Levita, und dank dieses Werks sind die meisten vergleichbaren Arbeiten von Kimchis Vorgängern in Vergessenheit geraten. Auch christliche Hebraisten wie zum Beispiel Johannes Reuchlin und Sebastian Münster stützten sich auf die philologischen Arbeiten von David Kimchi.
Ein großer Teil des Materials aus dem Michlol erschien zusammengefasst in Et Sofer („Griffel des Schreibers“), einem Handbuch für Kopisten der Bibel. Hier werden vor allem Fragen wie Qere und Ketiv, d. h. Unterschiede zwischen dem gelesenen und dem geschriebenen Text im masoretischen Text der Tora, behandelt. Seine exegetische Aktivität begann Kimchi mit einem Kommentar über das 1. und 2. Buch der Chronik. Später schrieb er auch Erläuterungen zu Genesis, sämtlichen Propheten und zum Buch der Psalmen.
Kimchi war in philosophischer und wissenschaftlicher Literatur sehr belesen und war vom Rationalismus von Abraham ibn Esra und Maimonides stark beeinflusst. Oftmals benutzte er philosophische Anspielungen als Hilfe zur Exegese sowie auch zur allgemeinen Verbreitung religiöser Studien. Er entwickelte keine eigenen philosophischen Theorien, sondern lehnte sich vielmehr in den meisten Fällen an Maimonides an.